# Circuitul PCF8582

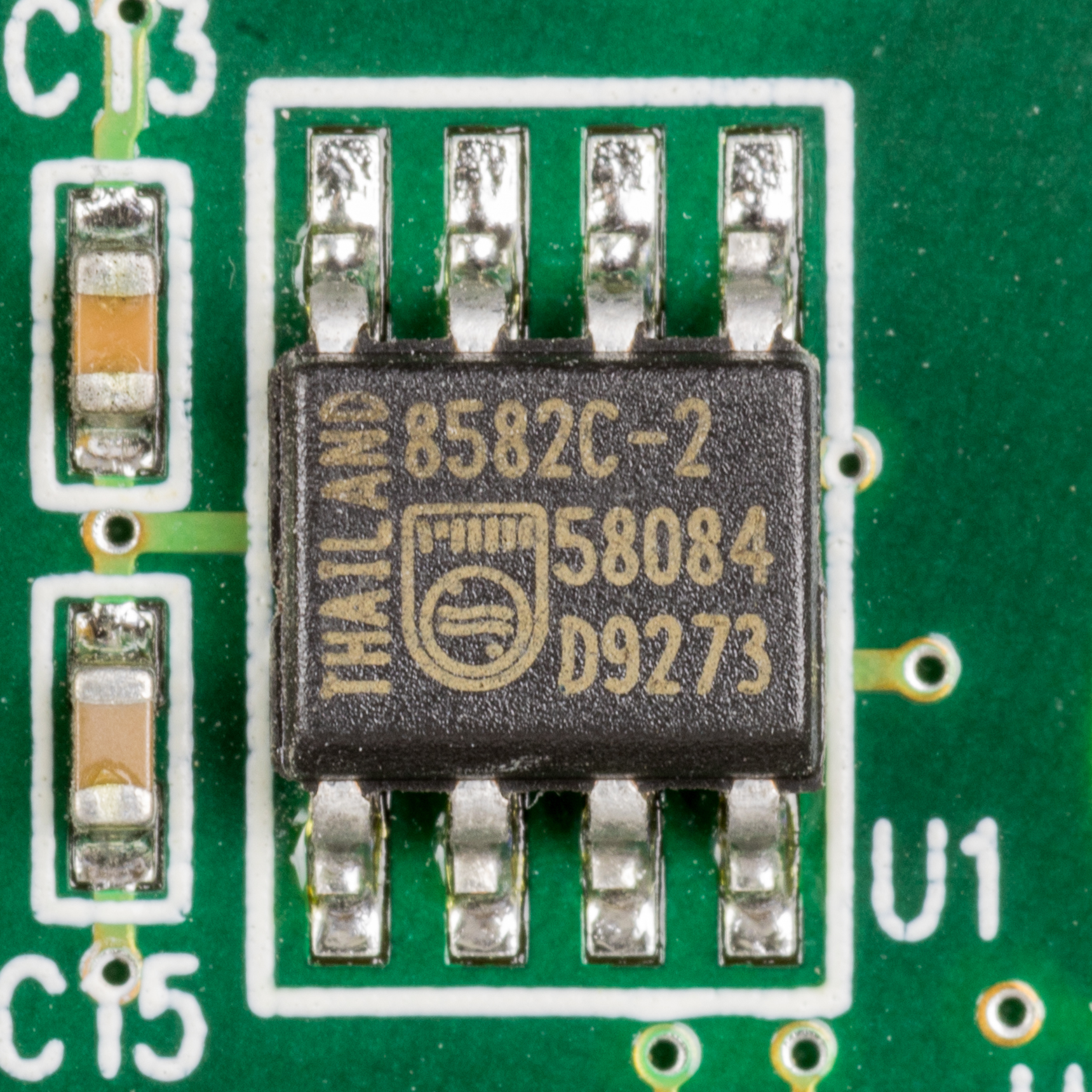
Circuitul PCF8582- capsulă SO8

Circuitul PCF8582 este un circuit de memorie EEPROM, cu o capacitate 2 Kbit (256 x 8 biți),  accesibilă pe o magistrală de date serială, de tip I2C, utilizată în diverse bunuri de larg consum, care necesită capacități mici de stocare a datelor, cum ar fi de exemplu receptoare TV, receptoare de satelit, radioreceptoare  auto.

## Detalii de funcționare
- Seria de circuite de memorare  de tip PCX8582X-2 sunt realizate prin tehnologie de tip CMOS, care asigură un consum de energie scăzut.
- Prin utilizarea unui cod intern de stocare redundant, circuitul de memorie PCF8582 este tolerant la erorile pe un singur bit. Această caracteristică importantă crește mult  fiabilitatea în comparație cu alte memorii similare de tip EEPROM.
- Circuitele de memorii tip EEPROM au avantajul că programarea și ștergerea datelor se fac electric. La acest model de memorie EEPROM tensiunea de programare se generează intern, pe cip, folosind un multiplicator de tensiune.
- Deoarece transmiterea datelor se face serial, prin magistrala I2C, o capsulă ce folosește doar 8 pini este suficientă.
- Până la opt dispozitive PCX8582X-2 pot fi conectate la aceeași magistrală I2C.
- Selectarea cipului se realizează prin trei intrări (notate cu A0, A1, A2) ce pot defini până la 8 adrese individuale distincte.
- Cronometrarea ciclului de ȘTERGERE/SCRIERE este efectuată intern, astfel nu sunt necesare componente externe. Pinul 7 (notat cu PTC) trebuie conectat fie la VDD, fie la un circuit deschis.

Dacă se impune, există o opțiune de utilizare a unui ceas extern pentru cronometrarea duratei unui ciclu de ȘTERGERE/SCRIERE.

## Funcțiile pinilor

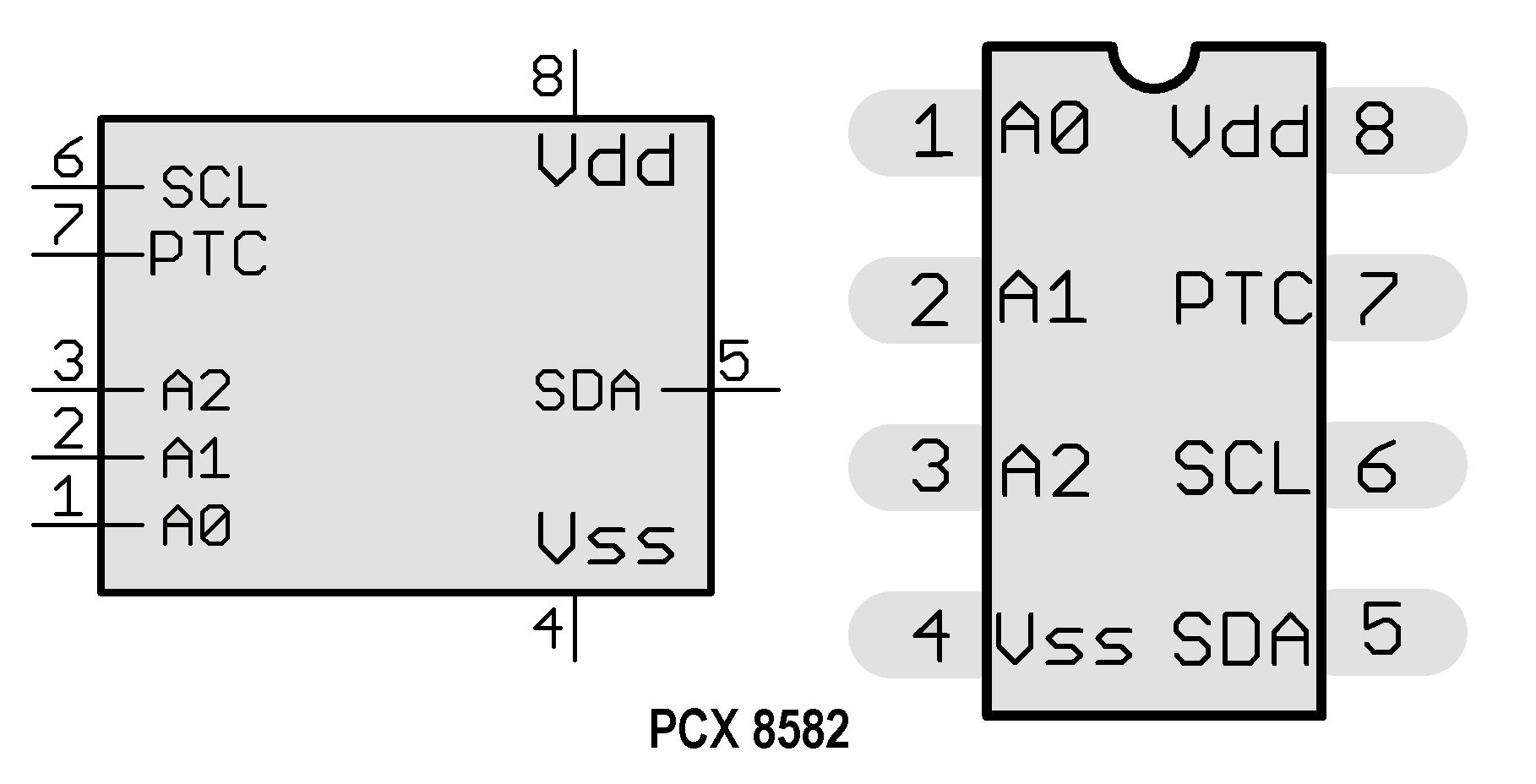
Dispunerea pinilor la circuitul PCF8582

- SDA și SCL sunt pinii prin intermediul cărora circuitul se conectează la magistrala I2C
- A0, A1, A2 sunt utilizați pentru particulizarea adresei de conectare a circuitului la magistrala I2C; adresa dispozitivului, sub forma de 1010xxx, unde xxx reprezintă combinația binară a pinilor A0, A1, A2 de unde rezultă că într-un sistem se pot conecta maxim 8 circuite de memorie
- PTC este un pin prin intermediul căruia se poate furniza din exterior un semnal de tact sau se poate activa un oscilator intern prin conectarea unui circuit RC extern. Semnatul de tact este utilizat în procesul de programare.
- Vdd și Vss sunt pinii pentru alimentarea circuitului (Vdd=+5V iar Vss=0V) [1]

## Principalele caracteristici
- Circuit CMOS de putere redusă

curent activ maxim 2,0 mA
curent maxim de așteptare 10 mA (la 6,0 V), tipic 4 mA
- Stocare nevolatilă de 2 Kbiți organizată ca 256x 8 biți
- Alimentare unică cu funcționare completă până la o tensiune minimă de doar 2,5 V
- Multiplicator de tensiune pe cip
- Intrare/ieșire serială I2C -bus
- Operații de scriere

modul de scriere octet
Modul de scriere a paginii de 8 octeți (se minimizează timpul total de scriere pe octet)
- Operații de citire

citire secvențială
citire aleatorie
- Temporizator intern pentru scriere (fără componente externe)
- Resetare la pornire
- Fiabilitate ridicată prin utilizarea unui cod de stocare redundant
- Rezistență– >500 k E/W-cicluri la Tamb = 22 °C
- Timp de păstrare a datelor nevolatile, tipic 40 de ani